# Facoemulsificació
La facoemulsificació és un pas en el mètode modern de cirurgia de cataractes en què el cristal·lí de l'ull s'emulsiona amb ultrasons (produïts per una petita sonda) i s'aspira de l'ull. Els fluids aspirats se substitueixen per irrigació de solució salina equilibrada per mantenir la cambra anterior durant el procediment. Aquest procediment minimitza la mida de la incisió i redueix el temps de recuperació i el risc d'astigmatisme induït per la cirurgia.
És el més adequat per a cataractes relativament toves, on l'energia ultrasònica requerida és moderada, i la inserció de lents protètiques intraoculars plegables, que aprofiten la petita incisió possible. És el procediment d'extirpació de cataractes més freqüent al món desenvolupat, amb un pronòstic excel·lent en casos no complicats.

## Etimologia
El terme s'origina de phaco- (grec phako-, comb. forma de phakós, llentia; vegeu lent ) + emulsificació.

## Història
Va ser desenvolupada des de 1965 per Charles Kelman i s'aplica en humans des de 1967.

## Tècnica
El sistema de facoemulsificació consta de tres subsistemes: ultrasons, aspiració i irrigació.

### Ultrasons

Facoemulsificació i substitució per lent intraocular

El component d'ultrasò s'utilitza per trencar la lent en partícules prou petites per ser aspirades a través dels passadissos d'aspiració al voltant de la punta, la qual cosa permet una incisió molt petita per accedir-hi. La incisió és prou petita perquè no siguin necessàries les sutures per tancar-la, i la cicatrització de la ferida a la còrnia provoca molt poc astigmatisme.
La peça de mà de facoemulsificació té una punta que vibra longitudinalment a una freqüència del rang de 27 a 60 kHz, amb una longitud de traç de 60 a 150 micròmetres. La potència és ajustable per l'operador com a percentatge de la potència total, i indica una variació en la longitud nominal de la carrera. La longitud real de la carrera pot variar lleugerament depenent de la densitat del material amb què es posa en contacte, tot i que alguns instruments utilitzen retroalimentació per mantenir la carrera nominal ajustant el corrent, la tensió o la freqüència. La freqüència nominal no és ajustable. Tant l'eficiència com la generació de calor s'incrementen amb una freqüència més alta, i 40 kHz es considera un bon compromís i és d'ús comú.
La majoria de peces de mà utilitzen cristalls piezoelèctrics i la resta utilitzen materials magnetostrictius per generar la vibració.
La peça de mà és buida i sol incloure una línia d'aspiració, i els components del transductor vibratori s'hi estan tancats. La peça de mà està dissenyada i construïda per ser autoclau entre usos.
La punta de l'eina està disponible en una varietat de configuracions, inclosa una selecció d'angles de punta per adaptar-se a la tècnica d'eliminació de la lent. Els angles estàndard de les puntes oscil·len entre rectes i 60 graus, i les puntes més complexes poden tenir angles compostos. L'extrem de la punta pot ser rodó, el·lipsoide, doblegat o acampanat. Una varietat de dissenys estan pensats per millorar la refrigeració i la irrigació, i prevenir cremades.
Hi ha tres mecanismes hipotetitzats de com s'emulsiona el material nuclear. Un proposa que la punta actua com un cisell i elimina material en el traç cap endavant, un altre proposa que l'energia ultrasònica està implicada d'alguna manera, i el tercer proposa que la punta produeix bombolles de microcavitació en la carrera de retracció, que col·lapsen per exercir altes pressions sobre els materials molt propers a la bombolla, que fan que es desintegrin.

### Aspiració
El sistema d'aspiració s'utilitza per eliminar el teixit de la lent emulsionat a mesura que es descompon per la punta. Això es pot fer a través de la peça de mà, amb l'orifici d'entrada al voltant de la punta vibrant. o mitjançant una punta d'aspiració separada, inserida a través d'una incisió més petita.
La bomba del sistema de facoemulsificació pot ser de tipus peristàltic o de transferència al buit. A les bombes peristàltiques el cabal d'aspiració i el buit són independents. El buit és la força d'aspiració que manté els fragments nuclears de cataractes contra la punta del faco perquè es puguin emulsionar i arrossega l'emulsió cap a la punta. El buit és la relativa baixa pressió generada per la bomba que elimina líquids i gasos del costat d'aspiració, i la diferència de pressió entre el dipòsit de la bomba de buit i la pressió ambiental a l'entrada a la punta de la peça de mà trau fluids a través del conducte d'aspiració. Quan l'entrada està oclusa per un material sòlid, com ara un fragment de cataracta, la diferència de pressió manté el sòlid en contacte amb la punta, mentre que la vibració ultrasònica trenca el sòlid en fragments prou petits per passar al conducte d'aspiració i ser endut per un corrent de fluid ambient, que s'ha de substituir tan ràpid com s'elimina, per mantenir la pressió interna i la forma de l'ull.

### Irrigació
Els tres propòsits de la irrigació són mantenir la pressió intraocular, treure partícules de lents de l'ull al sistema d'aspiració i refredar la peça de mà del faco. L'alimentació per gravetat d'una columna d'aigua de 650 mm (75,5 mm Hg) és típica. A aquesta pressió d'alimentació, el fluid entra a la cambra anterior a una velocitat proporcional a la velocitat a la qual surt a causa de l'aspiració i la fuita. El capçal de pressió s'ajusta a les variacions anatòmiques i a la salut de l'ull. Les complicacions són menys probables si es mantenen el volum i la pressió del globus durant la cirurgia. Això requereix un equilibri entre l'entrada i la sortida de fluids, que és un equilibri entre la irrigació, l'aspiració i les fuites. Els col·lapses parcials repetits de la cambra anterior i l'aleteig de l'iris durant l'eliminació del nucli són signes d'un subministrament de fluid inadequat, que es pot ajustar canviant l'alçada de l'ampolla d'alimentació per gravetat. Una alçada de 650 mm per sobre de l'ull sol ser suficient per compensar la sortida gairebé immediatament. Durant l'emulsificació, les variacions brusques de cabal a l'inici i al final de l'emulsificació de cada fragment poden provocar fluctuacions de volum i pressió, que es poden corirrigacióir mitjançant el control del pedal d'aspiració.
Les mànigues per a la punta de l'eina són accessoris estàndard per aïllar la superfície de la ferida de la calor generada per l'energia ultrasònica i proporcionen una ruta per la irrigació.

## Contraindicacions
S'apliquen les mateixes contraindicacions generals per a la cirurgia de cataractes. Les contraindicacions específiques per a la facoemulsificació inclouen les cataractes dures o denses on és probable que la facoemulsificació provoqui danys permanents a la còrnia.